# Saadla
Saadla (franska: Saadla (CR), Saadla (Commune Rurale), arabiska: أولاد سلمان) är en kommun i Marocko.   Den ligger i provinsen Safi och regionen Marrakech-Safi, i den norra delen av landet, 280 km sydväst om huvudstaden Rabat. Antalet invånare är 14 988.